# Hermann
Hermann ist sowohl ein männlicher Vorname als auch ein deutscher Familienname.

## Herkunft und Bedeutung
Der Name Hermann stellt eine Variante des Vornamens Herman dar, für den zwei verschiedene Herleitungen existieren:
- eine jüngere Form des althochdeutschen Namens Heriman,[2] der sich aus den Elementen heri „Armee“[3] und man „Mann“[4] zusammensetzt[5][6]
- eine Variante des altnordischen Namens Hermundr,[2] der sich aus den Elementen herr „Armee“[3] und mundr „Schutz“, „Mitgift“[7] zusammensetzt[8]

Passend zu den beiden Theorien geht der Name Hermann auch auf den germanischen Feldherrn Hermann, den Cherusker, dessen lateinischer Name Arminius ist, zurück.
In der Vergangenheit kam Herman gelegentlich als alternative Transkription des russischen Namens Герман German vor.

## Verbreitung
Der Name Hermann war in Deutschland lange Zeit sehr beliebt. Eine aus wissenschaftlicher Sicht unzureichende Auswertung sieht Hermann und seine Namensvarianten in der Zeit des Spätmittelalters auf Rang 11 der Vornamenscharts. Im ausgehenden 19. und beginnenden 20. Jahrhundert zählte Hermann zu den beliebtesten Jungennamen. Im Jahr 1881 stand er an der Spitze der Hitliste. Seine Popularität sank seitdem bis in die 1940er Jahre hinein stetig. Ab Ende der 1940er Jahre war die Beliebtheit starken Schwankungen ausgesetzt. In den 1960er Jahren geriet der Name endgültig außer Mode. Heute (2021) wird der Name nur noch selten vergeben. Zwischen 2010 und 2021 wurden nur etwa 500 Jungen so genannt.
In Österreich zählte der Name noch in den 1980er Jahren zur Top-100 der Vornamenscharts. Mittlerweile wird der Name jedoch nur noch ausgesprochen selten gewählt. Im Jahr 2021 wurden nur vier Jungen Hermann genannt, womit der Name auf Rang 807 der Vornamenscharts steht. Von 1984 bis 2023 wurde er etwa 630 Mal vergeben. Der Name kam in der Schweiz von 1930 bis Mitte der 1990er Jahre jedes Jahr in den Vornamenscharts vor. Seitdem wird er nur noch sporadisch vergeben. Von 1930 bis 1942 zählte er zu den Top-50 und bis 1955 zu den Top-100, danach ließ seine Beliebtheit nach. Von 1930 bis 2023 wurden circa 3.600 Jungen so genannt. In der Schweiz lebten im Jahr 2020 noch 3932 Männer mit Namen Hermann, jedoch kommt er in den aktuellen Vornamenscharts nicht mehr vor.
Nach Datenlage vom 1. Januar 2019 leben in Island 559 Männer, die den Namen Hermann tragen, bei 439 von ihnen handelt es sich um den Rufnamen. In der Hitliste aus dem Jahr 2018 taucht der Name jedoch nicht auf. Der Name ist in Norwegen ein geläufiger Name, der regelmäßig vergeben wird. Dahingegen kommt er in Dänemark und Schweden nur sporadisch in der Namensgebung vor.
In Frankreich tauchte der Name von 1900 bis Mitte der 1940er Jahre jährlich in den Top-500 auf. Von 1930 bis 2023 wurde er rund 1.800 Mal gewählt. Der Name wird in den Niederlanden seit 1930 jedes Jahr bei der Namenswahl berücksichtigt, aber in einem geringen Umfang. In den USA war der Name von 1880 bis 1883 in den Top-1000 vertreten. Von 1930 bis Anfang der 1970er Jahre kam er fast jährlich in den Hitlisten vor, seitdem nur noch hin und wieder. Die Vergabe ist auch in Schottland und Kanada nachgewiesen.

## Varianten

### Vorname
→ für weibliche Varianten: siehe Hermine#Varianten
- Dänisch: Herman
- Deutsch: Herman, Herrmann, Hermann
  - Urgermanisch: Hariman, Hermundr
  - Friesisch: Harmann, Harmen
    - Diminutiv: Harm, Hero, Herre, Harre

  - Latinisiert: Hermanus, Hermannus
- Englisch: Herman
- Finnisch: Herman, Hermanni
- Französisch: Armand
- Isländisch: Hermundur, Ármann
- Italienisch: Armando, Ermanno
  - Rätoromanisch: Armon, Dermon, Monn
- Niederländisch: Herman
  - Limburgisch (Diminutiv): Maan
  - Latinisiert: Hermanus, Hermannus
- Norwegisch: Hermon, Hermond, Hermund, Hermunn

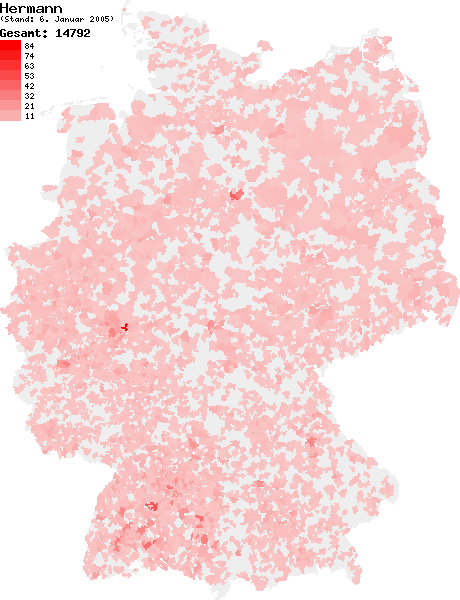
Verteilung des Nachnamens Hermann in Deutschland (2005)

- Portugiesisch: Armando, Hermano
- Schwedisch: Herman
  - Altschwedisch: Härmund
- Slowenisch: Herman
- Spanisch: Armando
  - Katalanisch: Armand
- Tschechisch: Heřman

### Familienname
- Dänisch: Hermansen
- Deutsch: Herman, Herrmann, Hermanns, Hermans, Hermanns, Heermann
  - Friesisch: Harms
- Englisch: Herman, Harmon, Harman, Hermanson
- Isländisch: Ármannsson
- Italienisch: Armando, Armani
- Niederländisch: Herman, Hermans
- Norwegisch: Hermansen
- Portugiesisch: Armando
- Schwedisch: Hermansson
- Spanisch: Armando

## Namenstage
- 25. April – nach Hermann von Baden
- 21. Mai – nach Hermann Joseph von Steinfeld, auch am 7. April
- 6. August – nach Hermann von Köln
- 24. September – nach Hermann dem Lahmen

## Namensträger

### Vorname
→ Zu Herrschernamen: siehe die Liste der Herrscher namens Hermann
→ Zu modernen Namensträgern: siehe die Wikipedia Personensuche
- Arminius (Hermann der Cherusker; ≈ 17 v. Chr. – 21 n. Chr.), antiker Fürst und Feldherr
- Hermann († 1078), Bischof von Ramsbury und Sherborne
- Hermann († 1122), Bischof von Prag
- Hermann Crüger (1818–1864), deutscher Botaniker und Pharmazeut
- Hermann von Basel (oder Hermann Schadeberg; um 1399 bis 1449 tätig), Maler und Glasmaler
- Hermann von Cilli (1383–1421), Bischof von Freising
- Hermann von Höxter (de Huxaria oder Uxsaria; † 1396), Mediziner und Hochschullehrer
- Hermann Huppen (bekannt als Hermann; * 1938), belgischer Comiczeichner
- Hermann von Lerbeck (≈ 1345–1410), Ordensgeistlicher und Chronist
- Hermann von Lynden (1547–1603), Edelmann und Soldat
- Hermann von Minden (auch Hermann Scynne, Schinna; † 1299), deutscher Ordensgeistlicher
- Hermann von Münster (≈1330–1392), Glasmaler
- Hermann von Neuenahr der Ältere (Nuenar, de Nova Aquila, a Nvenare; 1492–1530), deutscher Theologe, Staatsmann und Universitätskanzler
- Hermann von Reichenau OSB (Hermann der Lahme; 1013–1054), Wissenschaftler, Komponist und Schriftsteller
- Hermann von Schildesche (c. 1290–1357), Augustiner-Eremit und theologischer Schriftsteller
- Hermann von Spaichingen († 1211), Abt des Klosters Reichenau (1206)
- Hermann von St. Pölten (≈ 1301–1320), Bürgermeister von Wien
- Hermann von Vechelde (1379–1460), deutscher Kaufmann und Politiker
- Hermann von Vechtelde (1523–1572), deutscher Rechtsgelehrter und Politiker

### Familienname

#### A
- Adrian Hermann (* 1981), deutscher Religionswissenschaftler
- Agnes Hermann (1875 – nach 1924), deutsche Opernsängerin (Alt) und Gesangspädagogin
- Alexander Hermann (* 1991), österreichischer Handballspieler
- Alfred Hermann (Ägyptologe) (1904–1967), deutscher Ägyptologe
- Alfred Hermann (Fußballspieler), deutscher Fußballspieler
- Alois von Hermann (1801–1876), bayerischer Verwaltungsbeamter
- Andreas Hermann (Fußballspieler) (* 1969), österreichischer Fußballspieler
- Andreas Hermann (Tontechniker) (* 1983), deutscher Tontechniker und Schauspieler
- Armin Hermann (1933–2024), deutscher Physiker und Wissenschaftshistoriker
- Arthur Hermann (Turner) (1893–1958), französischer Turner
- Arthur Hermann (Autor)  (* 1944), deutsch-litauischer Autor, Herausgeber und Historiker
- August Hermann (1835–1906), deutscher Pädagoge und Schriftsteller
- August Hermann (Politiker) (1851–1937), deutscher Rittergutsbesitzer und Politiker

#### B
- Balthasar Hermann (1665–1729), deutscher Maler
- Barbara Scriba-Hermann (* 1967), deutsche politische Beamtin
- Bernhard Hermann (Buchhändler) (1807–1856), deutscher Buchhändler und Verleger in Leipzig
- Bernhard Hermann (Fabrikant) (1888–1959), deutscher Fabrikant (–> Teddy-Hermann)
- Bernhard Hermann (Journalist) (* 1949), deutscher Hörfunk- und Fernsehjournalist
- Bernhard Hermann (Politiker) (* 1966), deutscher Politiker, Mitglied des Bundestages
- Binger Hermann (1843–1926), US-amerikanischer Politiker

#### C
- Carina Hermann (* 1984), deutsche Politikerin (CDU), MdL
- Carl Hermann (Schauspieler) (1849–1905), österreich-ungarischer Theaterschauspieler
- Carl Hermann (Übersetzer) (1863–1924), estnischer Übersetzer estnischer Literatur
- Carl Hermann (Physiker) (1898–1961), deutscher Physiker und Hochschullehrer
- Carl Hermann (Künstler) (1918–1986), österreichischer Bildhauer, Kulturschaffender und Autor. Mitbegründer der Weitwanderbewegung
- Carl Heinrich Hermann (1802–1880), deutscher Maler
- Carl Samuel Hermann (1765–1846), deutscher Apotheker
- Carolina Hermann (* 1988), deutsche Eistänzerin
- Cašpar Hermann (1871–1934), deutscher Steindrucker und Lithograf
- Charles Hermann (1906–1966), kanadischer Leichtathlet und Canadian-Football-Spieler
- Charles F. Hermann (* 1938), US-amerikanischer Politikwissenschaftler
- Christian Grefkes-Hermann (* 1977), deutscher Neurologe und Neurowissenschaftler
- Christian Gottfried Hermann (1743–1813), deutscher Jurist und Bürgermeister von Leipzig
- Christian Ludwig Hermann (1687/1688–1751), deutscher Baumeister und Architekt
- Claudine Hermann (1945–2021), französische Physikerin
- Conrad Hermann (1819–1897), deutscher Philosoph und Hochschullehrer
- Corrie Hermann (* 1932), niederländische Ärztin und Politikerin

#### D
- Dagmar Hermann (1918–1997), österreichische Sängerin (Alt)
- Daniel Hermann (Humanist) (um 1543–1601), deutscher Humanist und Dichter
- Daniel Hermann (Eiskunstläufer) (* 1986), deutscher Eistänzer
- David Hermann (* 1977), deutsch-französischer Opernregisseur
- Dieter Hermann (Leichtathlet) (1941–2022), deutscher Leichtathlet und Leichtathletiktrainer
- Dieter Hermann (Soziologe) (* 1951), deutscher Soziologe und Kriminologe

#### E
- Eduard Hermann (Architekt) († 1860), deutscher Architekt
- Eduard Hermann (Linguist) (1869–1950), deutscher Linguist
- Eduard Hermann (Leichtathlet) (1887–1960), estnischer Geher
- Eduard Hermann (Regisseur) (1903–1964), deutscher Schauspieler und Hörspielregisseur
- Einar Hermann (1878–1953), dänischer Turner
- Elfriede Hermann (1960–2025), deutsche Ethnologin
- Elisabeth Märker-Hermann (* 1958), deutsche Internistin und Rheumatologin
- Elmar Hermann (* 1978), deutscher bildender Künstler
- Emanuel Hermann (1608–1664/1665), Schweizer Beamter
- Emil Hermann (* 1942), Schweizer Trompeter
- Erich Hermann (Schauspieler) (1911–1984), deutscher Humorist und Volksschauspieler
- Erich Hermann (Kommunist) (1914–1933), deutscher Kommunist, ermordet
- Ernst Hermann (Schriftsteller) (Pseudonyme J. M. Arouet, G. E. Walther; 1837–1908), deutscher Lehrer, Schriftsteller und Theaterhistoriker
- Ernst Hermann (Architekt), deutscher Architekt
- Ernst Hermann (Fotograf) (1875–1956), deutscher Fotograf
- Ernst Hermann (Politiker) (1882–nach 1921), deutscher Politiker (SPD)
- Ernst Hermann (Verleger) (1898–1984), deutscher Verleger
- Ernst Meyer-Hermann (1902–nach 1980), deutscher Lehrer und Heimatforscher
- Ernst Müller-Hermann (1915–1994), deutscher Politiker (CDU), MdBB, MdB, MdEP und Journalist
- Eugen Hermann (Archivar) (1877–1953), Schweizer Archivar
- Eugen Hermann, Pseudonym von Eugen Hermann von Dedenroth (1929–1987), deutscher Schriftsteller
- Eva Hermann (Gerechte unter den Völkern) (1900–1997), deutsche Gerechte unter den Völkern
- Eva Hermann (Bildhauerin) (1958–2016), deutsche Künstlerin, Malerin, Bildhauerin und Fotografin
- Eva Meyer-Hermann (* 1962), deutsche Publizistin und Ausstellungsmacherin
- Eva-Katrin Hermann (* 1979), deutsche Schauspielerin, Autorin und Regisseurin

#### F
- Felix Hermann (1907–1985), Geologe und Schriftsteller
- Florian Hermann (1822–1892), deutsch-polnischer Komponist
- Franz Hermann (Politiker) (1904–1993), deutscher Theologe und Politiker (CDU)
- Franz Hermann, Pseudonym von Max Verstappen (* 1997), niederländisch-belgischer Automobilrennfahrer
- Franz Hermann von Hermannsthal (1799–1875), österreichischer Verwaltungsbeamter, Dichter und Dramaturg
- Franz Benedikt Hermann (Maler) (1664–1735), deutscher Maler
- Franz Benedikt Hermann (Geologe) (1755–1815), österreichischer Geologe und Mineraloge
- Franz Georg Hermann der Ältere (1640–1689), deutscher Maler
- Franz Georg Hermann (1692–1768), deutscher Maler
- Franz Jakob Hermann (1717–1786), Schweizer Geistlicher, Bibliothekar und Heimatforscher
- Franz Ludwig Hermann (1723–1791), deutscher Maler
- Friedrich von Hermann (1795–1868), deutscher Nationalökonom und Wirtschaftsstatistiker
- Friedrich Hermann (1801–1881), deutscher Dichterjurist, siehe Friedrich Hermann Sonnenschmidt
- Friedrich Hermann (Komponist) (1828–1907), deutscher Komponist
- Friedrich Hermann (Bildhauer) (1841–1908), siebenbürgischer Bildhauer
- Friedrich Hermann (Mediziner) (1859–1920), deutscher Mediziner und Entomologe
- Friedrich Hermann (Botaniker) (1873–1967), deutscher Pflanzenkundler
- Friedrich Hermann (Admiral) (1880–1937), deutscher Konteradmiral
- Friedrich Benedict Wilhelm von Hermann (1795–1886), deutscher Politiker, Nationalökonom und Staatsrat
- Friedrich Karl Hermann (1913–1997), österreichischer Benediktinermönch und Kirchenhistoriker
- Friedrich Wilhelm Hermann (1774–1822), deutscher Jurist
- Friedrich Wilhelm Ferdinand Hermann (1783–1842), deutscher Architekt (Kirchen in Dannenwalde, Liebenwalde und Wuthenow)
- Fritz Hermann (1859–1943), (Ober-)Bürgermeister von Offenburg 1893–1921

#### G
- Georg Hermann (Georg Hermann Borchardt; 1871–1943), deutscher Schriftsteller
- Gottfried Hermann (Philologe) (Johann Gottfried Jakob Hermann; 1772–1848), deutscher Klassischer Philologe
- Gottfried Hermann (Turner) (1910–1976), österreichischer Turner
- Grete Hermann (1901–1984), deutsche Physikerin und Philosophin
- Günter Hermann (* 1960), deutscher Fußballspieler
- Günther Hermann (1956–2020), deutscher Maler und Grafiker
- Gustav Hermann (1876–1951), deutscher Politiker (SPD), Oberbürgermeister

#### H
- Hans Hermann (Komponist) (1870–1931), deutscher Komponist
- Hans Hermann (Architekt) (1877–1914), deutscher Architekt
- Hans Hermann (Grafiker) (1885–1980), siebenbürgisch-sächsischer Maler und Grafiker
- Hans Herrmann (Skilangläufer) (1891–1968), Schweizer Skilangläufer
- Hans Hermann (Schauspieler), deutscher Schauspieler
- Hans Hermann, Pseudonym von Hans Kolditz (1923–1996), deutscher Komponist, Arrangeur und Dirigent
- Hans-Dieter Hermann (* 1960), deutscher Psychologe
- Hans-Georg Hermann (* 1963), deutscher Rechtswissenschaftler
- Hans-Jürgen Hermann (* 1948), deutscher Fußballspieler
- Hans Rudolph Hermann (1805–1879), deutsch-russischer Chemiker und Mineraloge
- Hardy Hermann (* 1961), deutscher Tänzer
- Heinrich Hermann (Baumeister), deutscher Steinmetz und Baumeister
- Heinrich Hermann (Historiker) (1793–1865), österreichischer Geistlicher und Historiker
- Heinrich Hermann (Unternehmer) (1876–1939), deutscher Unternehmensgründer
- Heinz Hermann (Leichtathlet) (1915–1996), deutscher Leichtathlet
- Heinz von Hermann (* 1936), österreichischer Jazzmusiker
- Heinz Hermann (Fussballspieler) (* 1958), Schweizer Fußballspieler und -trainer
- Helmut Hermann (* 1966), deutscher Fußballspieler
- Hermann Hermann (1870–1933), österreichischer Politiker (SdP)
- Hermann Julius Hermann (1869–1953), österreichischer Kunsthistoriker sowie Hochschullehrer

#### I
- Imre Hermann (1889–1984), ungarischer Psychoanalytiker
- Ingo Hermann (* 1932), deutscher Journalist
- Irm Hermann (1942–2020), deutsche Schauspielerin
- Isabella Hermann (* 1984), deutsche Politikwissenschaftlerin, Science-Fiction-Analystin und Sachbuchautorin
- Iwan Andrejewitsch Hermann (1875–1933), russischer Architekt

#### J
- Jacob Hermann, deutscher Rugbyspieler Anfang des 20. Jahrhunderts
- Jakob Hermann (Mathematiker) (1678–1733), Schweizer Mathematiker
- Jakob Hermann (Politiker) (1872–1952), deutscher Politiker
- Jeff Hermann, Filmproduzent
- Johann Hermann (Kirchenlieddichter) († nach 1563), deutscher Kirchenlieddichter
- Johann Hermann (Mediziner) (1527–1605), deutscher Mediziner
- Johann Hermann (Künstler) (1586–1656), deutscher Künstler und Politiker
- Johann Hermann (Naturforscher) (1738–1800), französischer Arzt und Naturforscher
- Johann von Hermann (1800–1890), österreichischer Pädagoge
- Johann Hermann von Hermannsdorf (1781–1809), k.k. Hauptmann
- Johann Baptista Hermann, deutscher Mediziner
- Johann Bernhard Hermann (1761–1790), deutscher Schriftsteller
- Johann Gottfried Hermann (1707–1791), deutscher lutherischer Theologe und Prediger
- Johann Gottfried Jakob Hermann (1772–1848), deutscher Klassischer Philologe, siehe Gottfried Hermann (Philologe)
- Johann Gottlieb Hermann (1742–1790/1799), deutscher Hochstapler, Autor, Prediger und Lehrer, siehe Freiherr von Mortczinni
- Johann Heinrich Hermann (1750–1821), deutscher Kaufmann, Druckereibesitzer und Zeitungsverleger
- Johann Jacob Hermann (1844–1899), deutscher Landwirt und Bürgermeister, Mitglied des Kurhessischen Kommunallandtags
- Johanna Müller-Hermann (1868–1941), österreichische Komponistin
- Josef Hermann (Mediziner) (1817–1902), österreichischer Arzt
- Josef von Hermann (1836–1898), österreichischer Feldmarschallleutnant
- Josef Hermann (Ingenieur) (1905–1963), deutscher Bauingenieur und Landesoberbaurat
- Judith Hermann (* 1970), deutsche Schriftstellerin
- Jule Hermann (* 2004), deutsche Schauspielerin
- Julian Herrmann (* 1995), deutscher Politiker (CDU)
- Julius Hermann (Architekt) (1848–1908), österreichischer Architekt
- Julius Hermann (1857–1933), deutscher Pädagoge und Amateurentomologe
- Jürgen Hermann (1927–2018), deutscher Musiker, Komponist, Musikredakteur

#### K
- Kai Hermann (* 1938), deutscher Autor und Redakteur
- Karl Hermann (Politiker, 1885) (1885–1973), deutscher Politiker (USPD, SPD, SED)
- Karl Hermann (Politiker, 1886) (1886–1933), deutscher Politiker (DDP, WP)
- Karl Hermann (Heimatforscher) (1888–1961), deutscher Heimatforscher
- Karl August Hermann (1851–1909), estnischer Sprachwissenschaftler, Journalist und Komponist
- Karl Friedrich Hermann (1804–1855), deutscher Altertumsforscher
- Klaus Hermann (* 1972), deutscher Versicherungskaufmann
- Kouassi Yao Hermann (* 1990), ivorischer Fußballspieler

#### L
- Laura Hermann (* 1987), österreichische Schauspielerin
- Lothar Hermann (1901–1974), deutsch-jüdischer Holocaust-Überlebender
- Ludimar Hermann (1838–1914), deutscher Physiologe (Hermann-Gitter)
- Ludwig Hermann (Schreiner), deutscher Schreiner
- Ludwig Hermann (Maler) (1812–1881), deutscher Maler
- Ludwig Hermann (Chemiker) (1882–1938), deutscher Chemiker und Unternehmer

#### M
- Manfred Hermann (Kunsthistoriker) (1937–2011), deutscher römisch-katholischer Pfarrer und Kunsthistoriker
- Manfred Hermann (Schachspieler) (* 1942), deutscher Schachspieler
- Margaret G. Hermann (* 1935), US-amerikanische Psychologin und Professorin für Politikwissenschaft
- Marie Keller-Hermann (1868–1952), österreichische Malerin
- Marion Hermann-Röttgen (* 1944), deutsche Logopädin
- Martin Hermann (Schreiner), deutscher Schreiner
- Martin Hermann (Mathematiker) (* 1949), deutscher Mathematiker
- Martin Hermann (Leichtathlet) (* 1960), deutscher Langstreckler / Marathonläufer
- Martin Hermann (Fußballspieler) (* 1963), deutscher Fußballspieler
- Martin Hermann (Filmemacher) (* 1964), deutscher Filmemacher
- Martin Bille Hermann (* 1968), dänischer Diplomat
- Martin Gottfried Hermann (1754–1822), deutscher Klassischer Philologe
- Matthias Hermann (Schriftsteller) (* 1958), deutscher Schriftsteller
- Matthias Hermann (Musikpädagoge) (* 1960), deutscher Musikpädagoge und -wissenschaftler, Dirigent und Komponist
- Maurus Hermann (1726–1809), deutscher Benediktiner und Abt des Klosters Weißenohe
- Maximilian Hermann (* 1991), österreichischer Handballspieler
- Michael Hermann (1820–1883), österreichischer Politiker, siehe Michael Herman (Politiker)
- Michael Hermann (Archivar) (* 1969), deutscher Historiker und Archivar
- Michael Hermann (Politikwissenschaftler) (* 1971), Schweizer Geograph und Politikwissenschaftler
- Michael Meyer-Hermann (Physiker) (* 1967), deutscher Physiker und Immunologe
- Michael Meyer-Hermann (Politiker) (* 1983), deutscher Politiker (CDU)
- Michael-Cornelius Hermann (* 1966), deutscher Sozial-, Verwaltungs- und Medienwissenschaftler
- Michaela Hermann, deutsche Biathletin
- Michaela Müller-Hermann (* 1982), deutsche Juristin und Richterin

#### N
- Nadja Hermann, deutsche Autorin
- Natalie Hermann (* 1999), deutsche Sportlerin in der Rhythmischen Sportgymnastik
- Nicolaus Hermann (1818–1888), Schweizer Politiker und Richter, Landammann und Bundesgerichtspräsident

#### O
- Oliver Hermann (* 1960), deutscher Schauspieler und Regisseur
- Otto Hermann (Komponist) (1878–1933),  estnischer Komponist und Dirigent
- Otto Hermann (1899–1995), deutscher Zeichner und Karikaturist, Maler und Grafiker; siehe Otto Herrmann (Maler)

#### P
- Pál Hermann (Paul Hermann; 1902–nach 1944), ungarischer Cellist und Komponist
- Paul Hermann (Mediziner) (1646–1695), deutscher Mediziner und Pflanzensammler
- Paul Hermann (Komponist) (1673–1732), deutscher Musiklehrer, Komponist und Lieddichter, siehe Es ist für uns eine Zeit angekommen #Winterlied
- Paul Hermann (Politiker) (1809–1862), deutscher Jurist und Politiker, MdR
- Paulina Hermann (1859–1938), kroatische Bürgerin von Osijek
- Peter Hermann (Mathematiker) (* 1942), Mathematiker und Hochschullehrer (RWTH Aachen) im Ruhestand
- Peter Hermann (Fußballspieler) (* 1952), ehemaliger deutscher Fußballspieler und heutiger -trainer
- Peter Hermann (Radsportler) (* 1963), liechtensteinischer Radsportler
- Peter Hermann (Schauspieler) (* 1967), US-amerikanischer Schauspieler

#### R
- Rainer Hermann (* 1956), deutscher Journalist
- Regine Hermann (* 1965), deutsche Sängerin (Sopran)
- Reinhold Hermann (1885–1945), deutscher Buchdrucker, Gewerkschafter und Widerstandskämpfer
- Renate Hermann (* 1960), deutsche Kommunikationswissenschaftlerin und Journalistin
- Robert Hermann (1931–2020), US-amerikanischer Mathematiker und Physiker
- Robert Joseph Hermann (* 1934), US-amerikanischer Geistlicher, Weihbischof in Saint Louis
- Robin Hermann (* 1980), deutscher Verleger, Germanist und Musiker
- Roland Hermann (1936–2020), deutscher Opernsänger in der Stimmlage Bariton und Hochschullehrer an der Musikhochschule Karlsruhe
- Rolf Hermann (Schriftsteller) (* 1973), Schweizer Schriftsteller
- Rolf Hermann (Handballspieler) (* 1981), deutscher Handballspieler
- Rolf Schulte-Hermann (* 1939), österreichischer Pharmazeut
- Roman Hermann (* 1953), liechtensteinischer Radrennfahrer
- Rudolf Hermann (Theologe) (1887–1962), deutscher evangelischer Theologe und Religionsphilosoph
- Rudolf Hermann (Luftfahrttechniker) (1904–1991), deutsch-amerikanischer Luftfahrttechniker und Hochschullehrer
- Rudolf Hermann (Rennrodler), deutsch-tschechoslowakischer Rennrodler
- Rudolf Hermann (Journalist) (* 1958), Schweizer Journalist

#### S
- Sigmund Hermann (1959–2014), liechtensteinischer Radrennfahrer
- Solanus Hermann OSB (1909–1950), deutscher Ordensgeistlicher
- Stefan Hermann (Tennisspieler) (* 1959), deutscher Tennisspieler
- Stefan Hermann (Theologe) (* um 1964), deutscher Theologe und Pädagoge
- Stefan Hermann (Koch) (* 1970), deutscher Koch
- Stefan Hermann (Politiker) (* 1985), österreichischer Politiker (FPÖ)
- Sven Hermann (* 1974), deutscher Akkordeonist und Komponist

#### T
- Theodor Hermann (Architekt) (1867–1948), deutscher Architekt
- Theodor Hermann (Maler) (1881–1926), deutscher Maler und Kunstdesigner im Umfeld von Worpswede
- Theodor Karl von Hermann (1850–1926), deutscher Prälat und Superintendent
- Thomas Hermann (* 1958), deutscher Politiker (SPD)
- Thomas Meyer-Hermann (* 1956), deutscher Trickfilmproduzent und Regisseur
- Thusnelda Henning-Hermann (1877–1965), österreichische Dichterin
- Till Hermann (* 1996), deutscher Handballspieler
- Tina Hermann (* 1992), deutsche Skeletonsportlerin
- Tobias Hermann (* 1991), deutscher Biathlet

#### U
- Uwe Hermann (* 1961), deutscher Schriftsteller

#### V
- Valtin Hermann († um 1575), frühneuzeitlicher Unternehmer
- Villi Hermann (* 1941), Schweizer Regisseur und Drehbuchautor

#### W
- Walter Hermann (Unternehmer) (1880–1942), Schweizer Unternehmer
- Walter Hermann (Geistlicher) (?–1962), deutscher katholischer Geistlicher und Mitgründer des C. I. M.
- Walter Hermann (Musiker) (* vor 1966), deutscher Klarinettist
- Wilhelm Hermann (Publizist) (1871–1918), siebenbürgisch-deutscher Pfarrer, Lehrer, Schriftsteller und Publizist
- Wilhelm Hermann (Heimatforscher) (um 1895–1961), deutscher Lehrer und Regionalhistoriker
- Willi Hermann (1907–1977), deutscher Komponist
- Willy Hermann (1881–1944), deutscher Konteradmiral
- Willy Hermann, Pseudonym von Rolf Gerlach (Jurist) (1919–2009), deutscher Wirtschaftsjurist und Unternehmensberater
- Winfried Hermann (* 1952), deutscher Politiker (Bündnis 90/Die Grünen)
- Woldemar Hermann (1807–1878), deutscher Architekt und Maler
- Wolfgang Hermann (Schriftsteller, um 1500) (auch Wolfgang Kyriander; um 1500–vor 1569), deutscher Schriftsteller, Lyriker und Priester
- Wolfgang Hermann (Marineoffizier) (1908–??), deutscher Marineoffizier
- Wolfgang Hermann (Politiker) (* 1944), deutscher Politiker (FDP), MdL Niedersachsen
- Wolfgang Hermann (Schriftsteller, 1961) (* 1961), österreichischer Schriftsteller